# Ludwig Wilhelm von Bülow
Ludwig Wilhelm von Bülow, dänisch: Ludvig Vilhelm von Bülow (* 11. Juli 1699; † 8. November 1785 in Næstved), war ein dänischer Amtmann.

## Leben
Ludwig Wilhelm von Bülow stammte aus dem weit verzweigten mecklenburgischen Uradelsgeschlecht von Bülow und war ein Sohn des dänischen Offiziers Reimar Hans von Bülow und seiner Frau Sophie Elisabeth, geb. von Bibow, einer Tochter des Hardenack von Bibow auf Westenbrügge und der Elisabeth Anna, geb. von Wintersheim. Engelke von Bülow war sein Bruder. Im Alter von 13 Jahren verlor er seinen Vater, der in der Schlacht bei Gadebusch fiel.
1730 wurde er Kammerjunker und Reisestallmeister am dänischen Hof. 1730 wurde er zum Kammerherrn ernannt und diente gleichzeitig als Rittmeister in der Leibgarde zu Pferde (Livgarden til hest). 1740 erhielt er den Titel eines königlichen Stallmeisters. 1746 wurde er Amtmann des Koldinghus Amt. 1773 legte er sein Amt nieder.
Seit 1737 war er verheiratet mit Elisabeth Hedwig, geb. von Roepstorff († 1758 in Kolding), die im selben Jahr Ordensdame des Ordre de l’union parfaite wurde. Nach deren Tod heiratete er 1759 Charlotte Elisabeth Komtesse Haxthausen, Stiftsfräulein im Stift Vallø (1734–1761).

## Auszeichnungen
- Dannebrogorden, Ritter 1750
- Titel Geheimrat 1760
- Titel Geheimer Konferenzrat 1769